# Terstraten (België)
Terstraten is een buurtschap in de deelgemeente Sippenaeken van de gemeente Plombières in het noordoosten van de Belgische provincie Luik. De buurtschap ligt ongeveer halverwege de dorpen Sippenaeken en Gemmenich aan de hoofdweg die deze dorpen met elkaar verbindt.

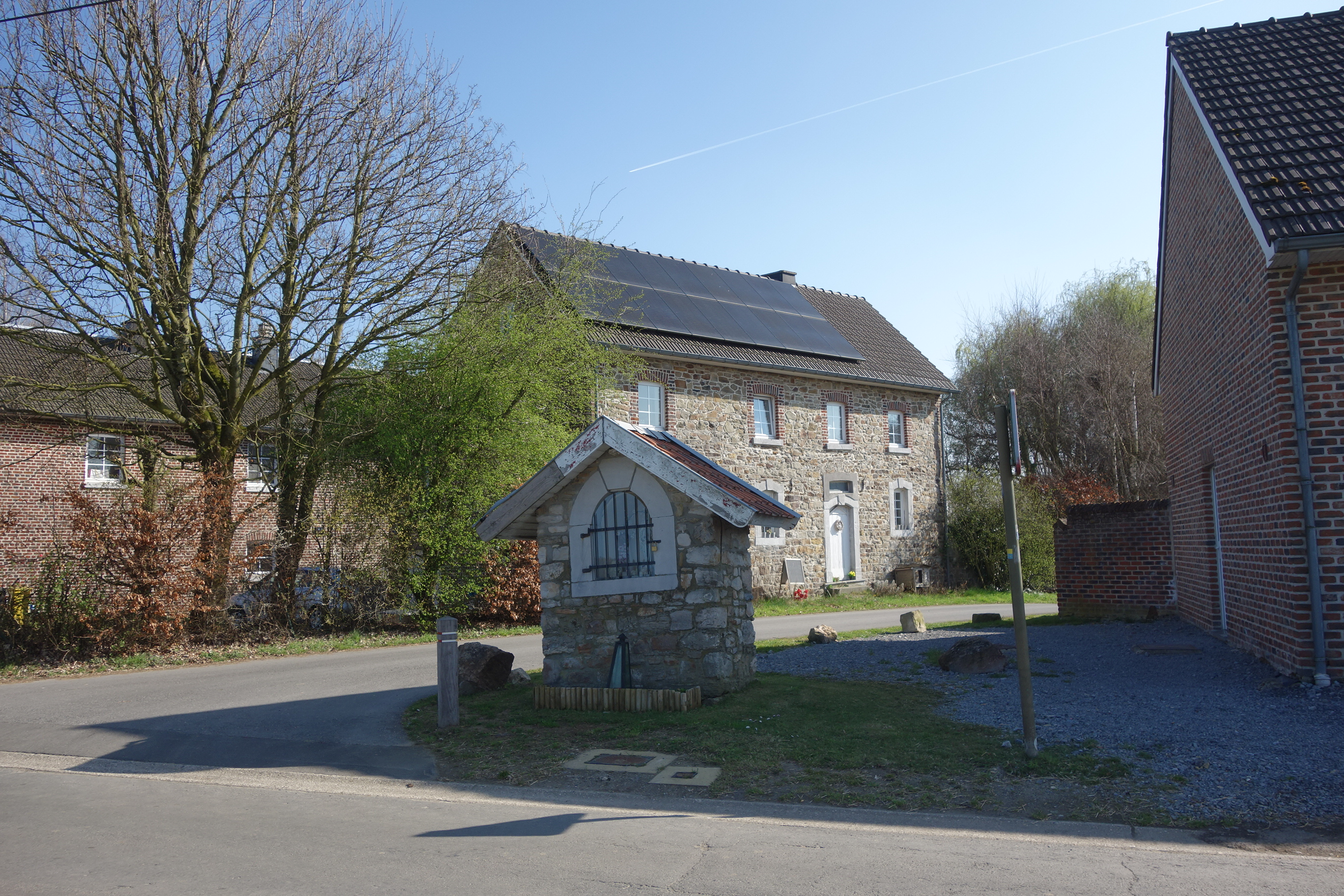
Niskapel in Terstraten.

Terstraten ligt ten oosten van Sippenaeken in het dal van de Geul op de helling van het Plateau van Vijlen. Even ten noorden ligt de Belgisch-Nederlandse grens die hier hoger op het plateau door het Vijlenerbos loopt. 
Het gebied is karakteristiek op geologisch vlak en nabij Terstraten bevinden zich de typelocaties van twee geologische formatie uit het laatste Laat-Krijt: Zand van Terstraten en Zand van Gemmenich.